# Arne Sunnegårdh
Arne Sunnegårdh, född 4 augusti 1907 i Stockholm, död 30 mars 1972 i Danderyd, Stockholms län, var en svensk sångpedagog och kyrkomusiker. 

## Biografi
Sunnegårdh, som fått sångutbildning av Modest Menzinsky, var verksam i Stockholm som kormästare vid Kungliga Teatern, som sångpedagog vid Kungliga Musikhögskolan och som kyrkomusiker (körledare) i Sankt Johannes kyrka i Stockholm. Bland Sunnegårdhs elever märktes bland andra Erik Saedén.
Av regeringen tilldelades han 1963 professors namn.
Hans barn Thomas Sunnegårdh och Erika Sunnegårdh är operasångare.